# جيسي بيل ريتنهاوس
جيسي بيل ريتنهاوس (بالإنجليزية: Jessie Belle Rittenhouse)‏ (8 ديسمبر 1869، مونت موريس في الولايات المتحدة - 28 سبتمبر 1948، غروس بوينت بارك في الولايات المتحدة)؛ كاتِبة، صحفية، ناقدة أدبية وشاعرة أمريكية.